# Ếch hình đùi
Ếnh hình đùi, tên khoa học Allobates femoralis, là một loài ếch thuộc họ Aromobatidae. Loài này có ở Bolivia, Brasil, Colombia, Ecuador, Guyane thuộc Pháp, Guyana, Peru, và Suriname.
Môi trường sống tự nhiên của chúng là rừng ẩm vùng đất thấp nhiệt đới hoặc cận nhiệt đới, đầm nước ngọt có nước theo mùa, và rừng thoái hóa nghiêm trọng.

## Hình ảnh

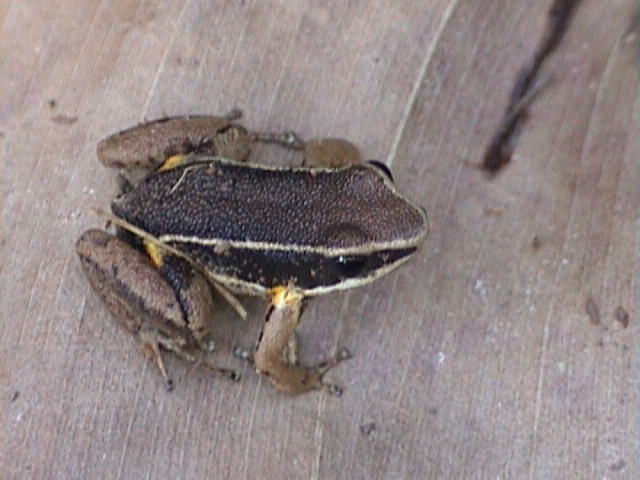
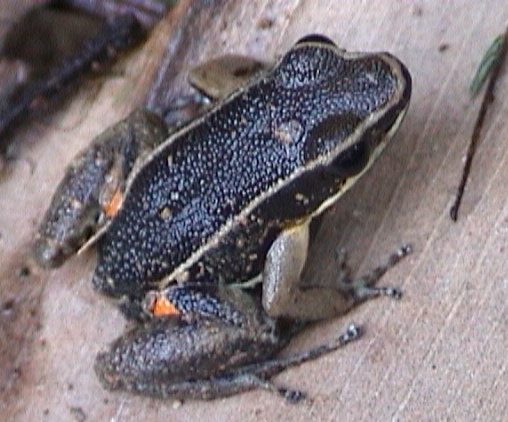
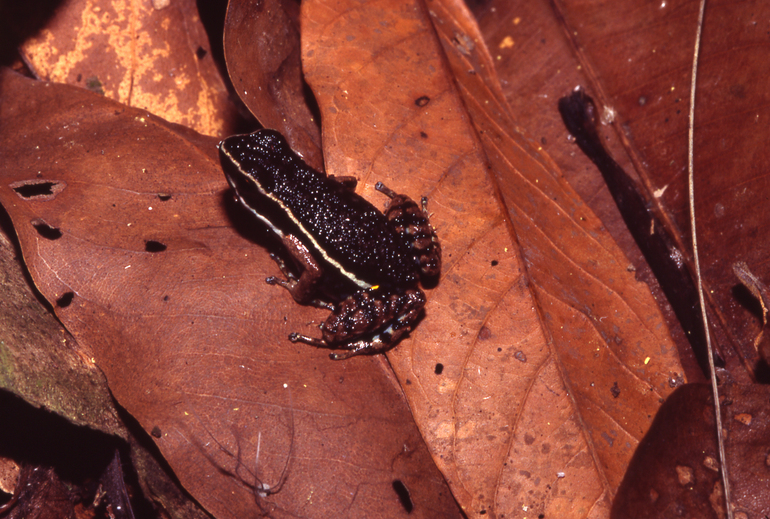
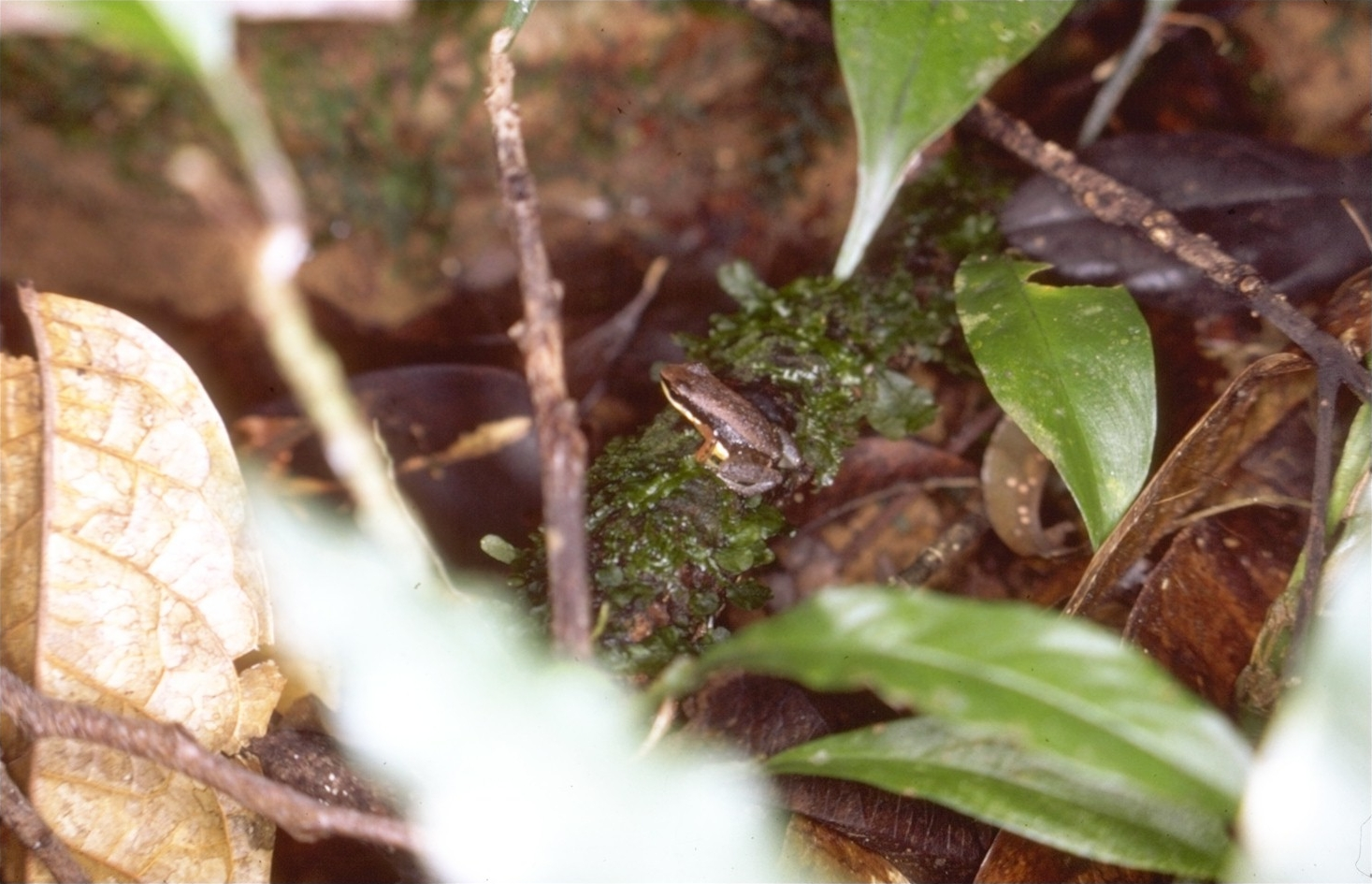